# Bellerophon
Bellerophon är ett släkte av paleozoiska snäckor med symmetriskt skal, hoprullat i en plan, sluten spiral.
Den yttre vindlingen omfattar ofta hela skalet. Mynningen är olika formad, ofta med en bred inskärning i ytterläppen, som fortsätter i en upphöjd list. Bellerophon levde från kambrium till perm. Flera arter förekommer i svenska avlagringar från yngre silur.